# 1998년 12월
| 1998년: 1월 · 2월 · 3월 · 4월 · 5월 · 6월 · 7월 · 8월 · 9월 · 10월 · 11월 · 12월 |

| <          | 1998년 12월 | 1998년 12월  | 1998년 12월 | 1998년 12월 | 1998년 12월 | >            |
| 일         | 월          | 화           | 수          | 목          | 금          | 토           |
|            |             | 1 10.13 임오 | 2 14 계미   | 3 15 갑신   | 4 16 을유   | 5 17 병술    |
| 6 18 정해  | 7 19 무자   | 8 20 기축    | 9 21 경인   | 10 22 신묘  | 11 23 임진  | 12 24 계사   |
| 13 25 갑오 | 14 26 을미  | 15 27 병신   | 16 28 정유  | 17 29 무술  | 18 30 기해  | 19 11.1 경자 |
| 20 2 신축  | 21 3 임인   | 22 4 계묘    | 23 5 갑진   | 24 6 을사   | 25 7 병오   | 26 8 정미    |
| 27 9 무신  | 28 10 기유  | 29 11 경술   | 30 12 신해  | 31 13 임자  |             |              |

| 편집하기 |